# Zale amata
Zale amata är en fjärilsart som beskrevs av Druce. Zale amata ingår i släktet Zale och familjen nattflyn. Inga underarter finns listade i Catalogue of Life.